# Zentralfeuer
Als Zentralfeuer wurde von einigen Astronomen der Pythagoreer (um 520 v. Chr.) ein vermuteter Zentralkörper in der Mitte des Universums bezeichnet. Es werde von der Erde, der Sonne und allen Planeten umkreist.
Philolaos postulierte 100 Jahre später zusätzlich eine Gegenerde, damit die Symmetrie hergestellt sei und die Himmelskörper die heilige Zahl 10 erreichen. 
Der Gedanke, dass die Sonne im Zentrum stehe, wurde erst im 4. und 3. Jahrhundert v. Chr. durch Herakleides Pontikos und Aristarch von Samos vertreten.